# Оттендорф-ан-дер-Ритшайн
Оттендорф-ан-дер-Ритшайн (нем. Ottendorf an der Rittschein) — коммуна в Австрии, в федеральной земле Штирия. Входит в состав округа Фюрстенфельд. 
Население составляет 1489 человек (на 31 декабря 2005 года). Занимает площадь 14,26 км². 

## Политическая ситуация
Бургомистр коммуны — Йозеф Хаберль (АНП) по результатам выборов 2005 года.
Совет представителей коммуны состоит из 15 мест.
- АНП занимает 9 мест.
- СДПА занимает 4 места.
- Зелёные занимают 2 места.